# 비말라키르티

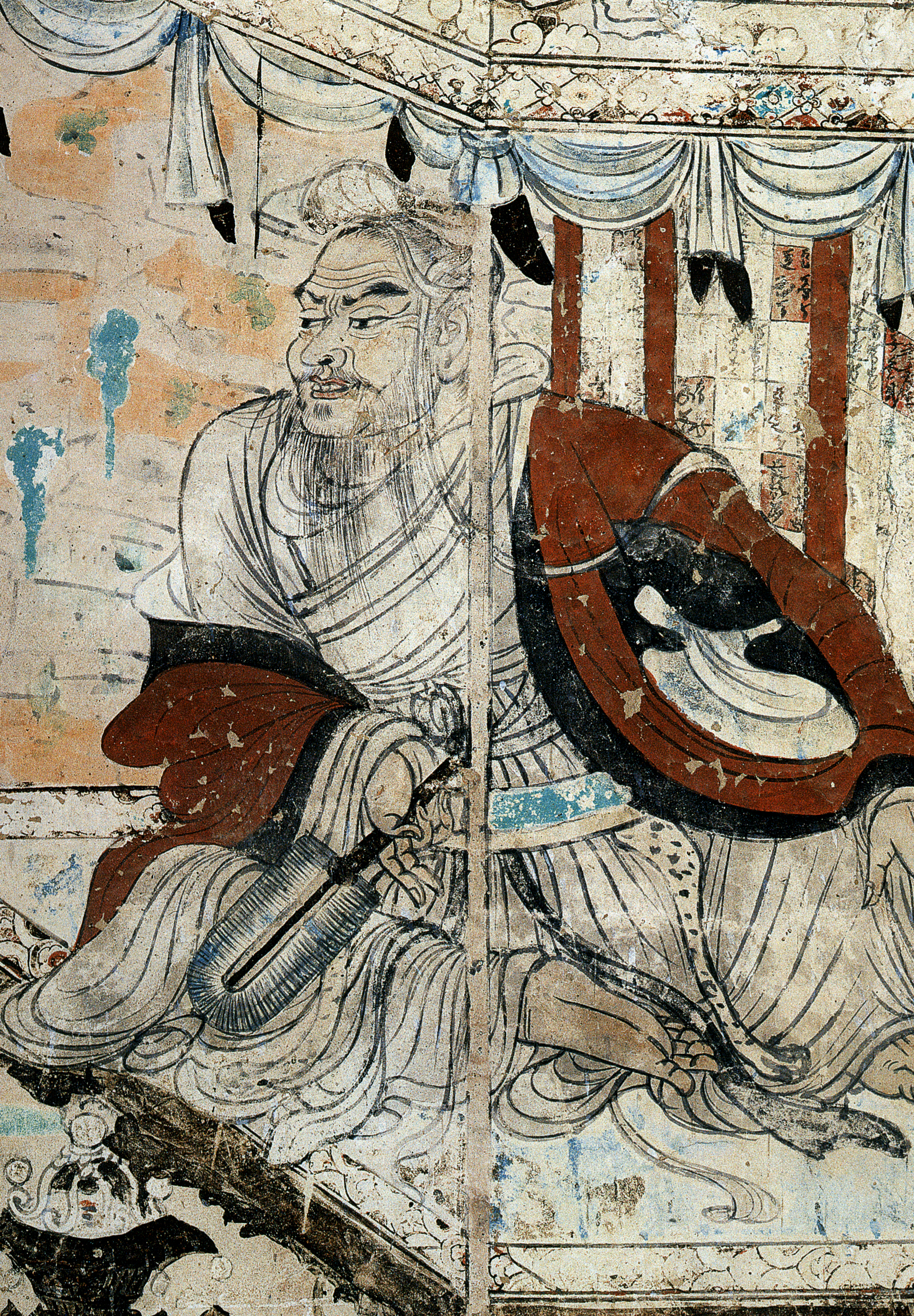
당대 돈황 벽화에 그려져 있는 비말라키르티.

비말라키르티(산스크리트어: विमलकीर्ति, 생몰년 미상) 또는 유마거사(維摩居士)는 고대 인도의 상인으로 석가모니 부처의 재가 제자였다(거사는 불교에서 출가하지 않은 불제자 즉 재가 신도를 말한다). 이름은 한자로 음사하면 비마라힐(毘摩羅詰), 유마힐(維摩詰)이며 의역하여 정명(浄名) 또는 무구칭(無垢稱)이라고도 한다.
그의 이름은 《유마경》(維摩経)을 중심으로 《대반열반경》(大般涅槃経) 등에도 「위덕무구칭왕 우바새」(威德無垢稱王優婆塞) 등으로 언급된다. 다만 이러한 비말라키르티의 존재는 북전(北伝) 대승경전을 중심으로 보이고 남전(南伝) 팔리어 문헌에서는 찾아볼 수 없기에 이 점을 들어 비말라키르티라는 인물은 가공의 인물이었다고 주장하기도 하지만, 실존했다는 설도 있다.
비말라키르티는 비록 부유하지만 인색하지 않고, 가난한 사람을 구제하고 승려들에게 베푸는 것을 좋아하며, 일찍이 널리 복전을 두어 때문에 재원이 끊이지 않았다. 그래서 그는 불교와 습합된 민간 신앙에서 부(富)의 신으로 모셔지기도 했다.

## 개요
고대 인도의 갠지스강 북쪽 바이샬리(毘舎離城)에 살던 부호로 석가모니 부처의 재가제자였다고 전한다. 보다 전세에는 묘길국(妙喜国)에 살았으나 이후 화생(化生)하여 그 몸을 속세에 맡기고 대승불교의 깊은 뜻에 통달하였다고 전해지며 석가모니 부처의 교화를 보좌하였다. 그는 무생인(無生忍)이라는 불교의 한 경지를 얻어 법신(法身)의 대거사로 불렸다.
비말라키르티는 큰 부자로 평시에 빈민을 구제하고 승려를 받들었으며, 바깥으로 드러나는 모습에 얽매이지 않고 중생을 제도하는 데에 나서 하늘의 천신과 마왕뿐 아니라 세상을 등진 왕공귀족, 불법을 믿지 않는 외도의 사람들은 물론 심지어는 유곽이나 도박판에까지 이르렀고, 이로 인해 그의 명성이 멀리까지 퍼져서 세상 사람들이 그의 이름을 다 알고 있었다.
그가 병을 얻었을 때 석가모니 부처가 제자, 보살들을 향해 누가 그에게 찾아가 문병할 것을 권하였으나, 사리풋다(舎利弗)나 목갈라나(目建連), 마하카샤파(大迦葉) 등의 아라한과 성문(声聞) 대중들은 저마다 예전 비말라키르티에게 모두 한마디씩 지적을 들은 적이 있어 "감당할 수 없다"고 사양하며 아무도 가려 하지 않았다. 또한 미륵(弥勒) 등의 대승 보살들 역시도 마찬가지로 비슷한 경험을 말하며 사양해, 아무도 가려 하지 않았다. 이에 석가모니 부처의 제자인 문수보살(文殊菩薩)이 대표로 그의 방장(方丈)의 거실을 찾았다. 보살인 응윤(應允)과 여러 보살, 나한이 문수보살을 수행했다.
이때 문수보살과 비말라키르티가 주고 받은 문답이 바로 《유마경》의 핵심 줄거리이다. 예를 들어 문수보살이 「보살은 어떻게 해야 불도(佛道)에 통달할 수 있습니까?」라고 물으면 비말라키르티는「만약 보살이 도가 아닌 길(非道)을 간다면 곧 불도에 통달한 것입니다.」라고 대답하는데, 그 진의는 「도가 아닌 길을 행하되 그것에 구애되거나 빠져들지 않는다면 그것이 불도에 통달하는 것이다.」라는 의미가 있다. 대승경전, 특히 《유마경》에는 이러한 역설의 논법이 곳곳에 보이고 있으며 훗날의 선종 불교 등에서 많이 인용되었다. 일본 무로마치 시대의 선사 잇큐 소준(一休宗純) 등은 그 전형적인 사례로 거론되고 있다.
비말라키르티가 "중생이 병들었으므로 내가 병이 들었소"라고 말하는 부분에서 병이란 당연히 생리적 질병이 아닌 정신적 차원의 것을 말하며, 중생에게 속박에서 벗어날 수 있는 '불이법문(不二法門)'을 가르쳐 공(空)의 속성이 본래 무생(無生)임을 증명하고 병의 근원이 '집착'에 있음을 깨닫게 하는 것이다. 비말라키르티는 자신의 병을 드러내 보이고 대중을 불러 병문안을 받고, 그 자리를 빌어 중생들에게 널리 설법을 행하고, 그에 관한 갖가지 문답을 행함으로써 대중에게 '공관'(空觀)의 대승불법을 가르치고자 하는 것이다.
중국 남조(南朝)의 시인 사령운(謝靈運)이나 소명태자(昭明太子), 그리고 당(唐)의 시인 왕유(王維), 이백(李白) 등은 모두 비말라키르티를 존숭하거나 보시 대상으로 삼았다. 특히 왕유의 경우는 그의 이름부터가 비말라키르티에서 비롯된 것이며, 시를 짓는 데에 있어 전고(典故)를 비말라키르티로부터 따왔다.

## 비말라키르티의 가족
비말라키르티의 아내의 이름은 무후(無垢)라고 전하는데 다른 말로는 '무구'는 '정명'일 또 다른 의역일 뿐이라는 설도 있다. 자녀 한 명씩 두어 아들의 이름은 선사(善思), 딸의 이름은 월상녀(月上女)이고 처자 모두 불법을 깊이 깨달았다고 한다. 또 다른 전승에는 비말라키르티는 금속여래(金粟如來)의 화신으로, 《대방등대집월장경》(大方等大集月藏經)에서는 과거세 31겁 전에 비사부여래(毗舍浮如来)가 세상에 났을 때 당시 석가모니 부처의 전생의 형제였다고 한다.

## 같이 보기
- 거사
- 승만부인
- 유마경